# Alsószilvás
Alsószilvás (románul: Silvașu de Jos, Silivașu de Jos vagy Silvașul Inferior) falu Romániában, Erdélyben, Hunyad megyében.

## Fekvése
Hátszegtől öt kilométerre északnyugatra fekszik.

## Története
1360-ban Zyluas, 1497-ben Alsozylwas néven említették. Első említésekor szerepelt egy bizonyos Dragumir kenéz, a Nopcsa család őse.
Csáky András kuruc hadai 1706-ban itt szenvedtek vereséget a császáriaktól. 1765 és 1851 között az orláti határőrezredhez tartozott.
Lakói olajat sajtoltak, amit a hátszegi, a vajdahunyadi és a dévai piacon is árusítottak. Határőriskolája államosítása után már 1877-től magyar tannyelvű elemi iskola működött a faluban.

## Népessége
- 1910-ben 918 lakosából 895 vallotta magát román, 17 magyar és 6 német anyanyelvűnek; 517 volt ortodox, 375 görögkatolikus, 9 református, 9 római katolikus és 7 zsidó vallású.
- 2002-ben 437 lakosából 431 volt román és 4 magyar nemzetiségű; 344 ortodox, 67 görögkatolikus, 14 pünkösdista és 4 római katolikus vallású.

## Nevezetességei
- A falutól délkeletre fekvő, 40 hektáros Slivuț tölgyesben 1958-ban hozták létre Románia első bölényrezervátumát. Ekkor két európai bölény, Podarec és Polonka érkezett Lengyelországból, a Białowieżai Nemzeti Parkból. Azóta 47 bölényborjú született Alsószilváson, melyek valamennyien R betűvel kezdődő nevet kaptak. Innen népesítették be a vânători-neamț-i és a bucșani-i bölényrezervátumot. Míg 1979-ben már tizenkét bölény élt itt, 2009-ben csak heten voltak. A rezervátum központja légvonalban három kilométerre fekszik a falutól.

## Jegyzetek

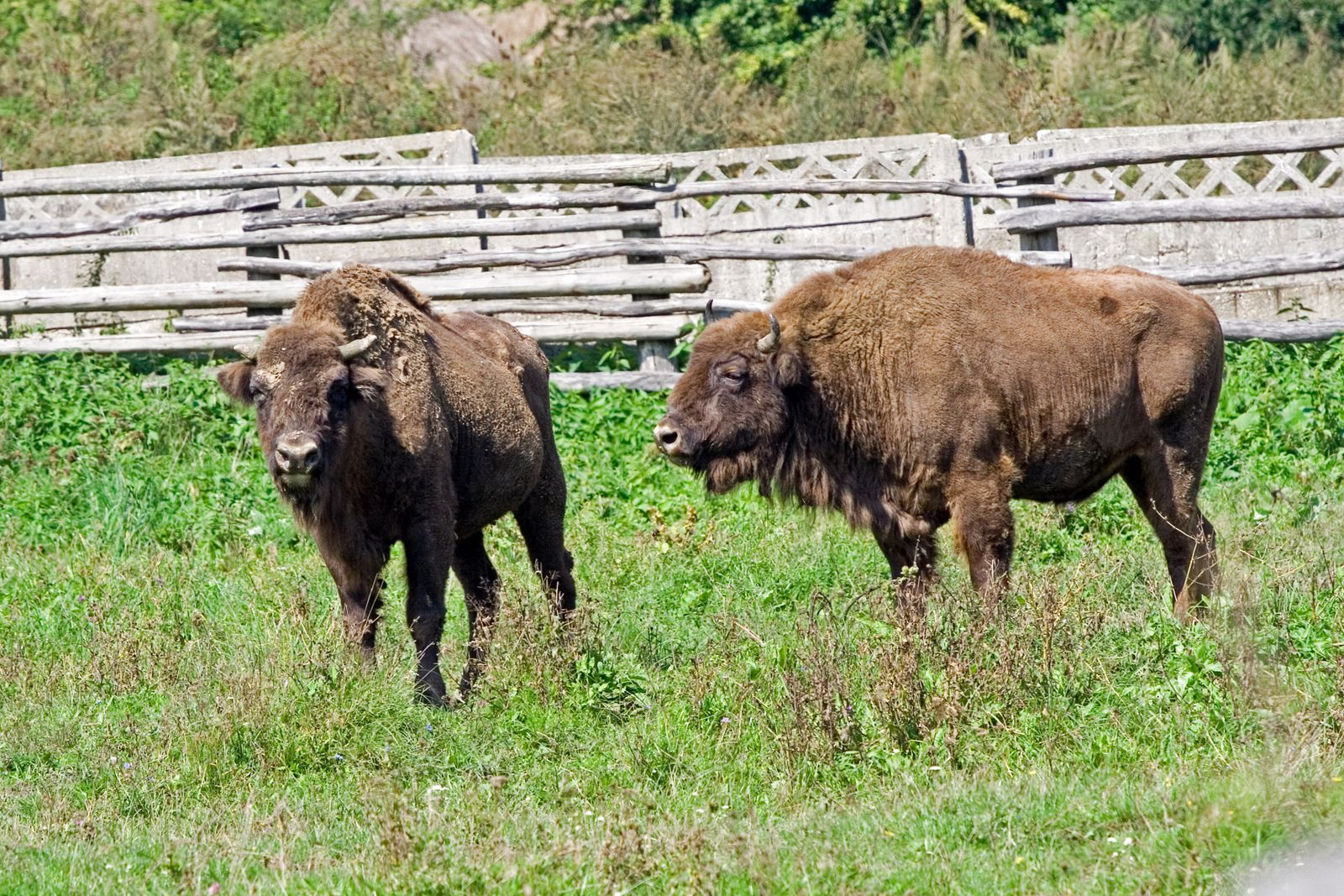
A rezervátum bölényei

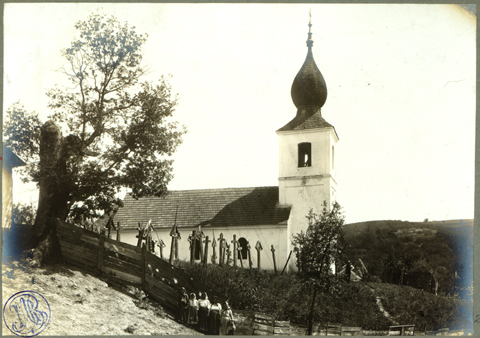
A görögkatolikus templom (Adler Lipót felvétele a 20. század elején)